# El ritu
El ritu (títol original en anglès: The Rite) és una pel·lícula de terror del 2011 basada en fets reals succeïts en un exorcisme fet a la ciutat de Roma. És protagonitzada per Anthony Hopkins i dirigida per Mikael Håfström. Inspirada en el llibre de Matt Baglio, la pel·lícula es va doblar i subtitular al català.

## Argument
Michael Kovak (Colin O'Donoghue) està decebut amb el seu pare i amb la vida familiar, per la qual cosa decideix entrar en un seminari a Roma i és ordenat diaca. Però després comunica la seva renúncia al Pare Matthew (Toby Jones), al·legant falta de fe. Però el Pare Matthew intenta renovar la fe de Michael i el convida a assistir a un curs sobre exorcisme.

## Repartiment
- Anthony Hopkins com al pare Lucas Trevant.
- Colin O'Donoghue com a Michael Kovak.
- Alice Braga com a Angelina Vargas.
- Toby Jones com al pare Matthew.
- Rutger Hauer com a Istvan Kovak.
- Marta Gastini com a Rosaria.

## Al voltant de la pel·lícula
Va començar a rodar-se el 17 de maig de 2010 a Roma, Itàlia i Budapest, Hongria. El director de la pel·lícula, Mikael Håfström, va començar a treballar en ella al febrer de 2010, iniciant el càsting per als personatges principals al març, contractant finalment a Anthony Hopkins i Colin O'Donoghue.